# Demosio
En Antigua Atenas, se llamaba demosio al esclavo que adquiría el Estado, y que servía de amanuense, heraldo, etc. tanto en los tribunales como en las asambleas.
Los demosios gozaban de algunos derechos que no eran concedidos a los demás esclavos.
Para la guarda de la ciudad se empleaban también unos esclavos públicos cuyas funciones eran  cuidar de que no se alterase el orden en las asambleas pudiendo expulsar a las personas que pudieran perturbarla, y que recibían el nombre de arqueros.